# 우적가
《우적가》(遇賊歌)는 신라 제38대 원성왕(元聖王, 재위 785-798) 때의 승려 영재(永才)가 지은 향가이다.
형식은 10구체. 중 영재가 지리산에서 도둑을 만나 이 노래를 불러 회개시켰다는 설도(說道)의 노래. <삼국유사> 권5 영재우적(永才遇賊)조에 이렇게 전한다.
승(僧) 영재는 천성이 골계(滑稽)하여 재물에 매이지 않고 향가를 잘하였다. 만년에 장차 남악(南岳)에 은거하려고 하여 대현령(大峴嶺)에 이르렀을 때 도적 60여 인과 마주쳤다. (도적이) 해를 끼치려 할 때 재(才)는 그 칼날 앞에 조금도 두려운 빛이 없고 화기롭게 대하였다. 적이 이상히 생각하여 그 이름을 물으니 영재라 대답했다. 도적이 평소에 그 이름을 들은지라 (그에게) 명하여 노래를 짓게 하니 그 가사는 이러하다.
제 마음에 모든 모습을 헤이지 못하는 날, 멀리 ○○지나 이제 숨어서 지나고 있다. 오직 그르친 파계승을 두려워할 모습에 또 돌아가노니, 이 적화를 사 겪으며 말하지도 못하겠거니, 아아 오직 점잖은 선(善)함은 어디 높직이 두었더냐(自矣心米 兒史毛達只將來呑隱日 遠鳥逸○○過出知遣 今呑藪未去遣省如 但非乎隱焉破○主次弗○史內於都還於尸朗也 此兵物叱沙過乎護好尸曰沙也內乎呑尼 阿耶 唯只伊吾音之叱恨隱▩陵隱安支尙宅都乎隱以多).

도적이 그 뜻에 감동하여 비단 두 끝을 그에게 주니 영재는 웃고 사례하며 "재회(財賄)가 지옥에 가는 근본임을 알아 장차 궁산(窮山)에 숨어 일생을 보내려고 하거든 어찌 감히 이것을 받으리요" 하고 땅에 던졌다. 도적이 또 그 말에 감동되어 모두 칼과 창을 버리고 머리를 깎고 그의 도제(徒弟)가 되어 같이 지리산에 숨어 다시 세상에 나오지 않았다. 영재의 나이 90이니 원성대왕(元聖大王) 때였다.
찬하오니, 지팡이를 짚고 산에 돌아가니 그 뜻은 더욱 깊어, 비단이나 구슬인들 어찌 그 마음을 다스리리. 도적의 군자(君子)가 서로 선물을 하였으나 지옥에 갈 촌금(寸金)의 뿌리도 없느니.

기존 학계는 우적가를 해독하지 못하고 있는데, 최근 조성훈은 '향가 등 우리 고시가 완전 해독'에서 말이 되는 해독을 최초로 제시하였다. 그 내용은 다음과 같다. 
自矣 心米                                           저의 마ᅀᅳᆷ에
皃史 毛達只 將來呑隐 日 皃史           모달기 디니오던 날
遠烏 逸(尸 知) 過出知遣                     멀오 숨(을 디) 디나티고
今呑 藪未 去遣省如                            엳ᄃᆞᆫ 더믜 가고쇼에
但 非乎隱焉 破(山)主                         다ᄆᆞᆫ 외온ᄋᆞᆫ 破山主
次弗(伊)史 內於都 還於尸 朗也         자블이사 드려도 도르혈 朗ᄋᆡ
此 兵物叱 沙過乎                              이 잠갓 沙過오
好尸 曰沙也 內乎呑尼                       됴흘 ᄀᆞᄅᆞ사야 드료ᄃᆞ니
阿耶 唯只 伊 吾音之叱恨隐 㵛陵隐   아야, 오직 이 남짓한 㵛陵은
安攴尙宅 都乎隐以多                         알히尙宅 모돈이다

저의 마음에
皃史 (남)모르게 지녀오던 날
멀리 숨을 때를 지나치고
이제라도 숲으로 가고 있습니다.
다만 그릇됨은 破山主
물건이야 드려도 돌려줄 그대들의
이 무기들의 무수한 과오요.
(여러분에게) 좋을 이야기야 드렸으니
아! 오직 이것 남짓한 선업은
寂靜한 곳의 암자가 모두입니다.